# 乌克兰国家电影局
乌克兰国家电影局 (烏克蘭語：Державне агентство України з питань кіно), 简称为 Derzhkino (烏克蘭語：Держкіно), 是其中一个中央执行机构，其活动是通过乌克兰文化部长领导和协调。 乌克兰国家电影局是执行机构体系的一部分，确保在摄影领域执行国家政策。 本局在2011年成立，前身机构名称是乌克兰国家摄影服务。在苏联时期，名称是苏联电影摄影国家委员会，而最早的前身成立于1918年，被命名为 "Ukrainfilm (Українфільм)" 。
目前本局由 Marina Kuderchuk 领导，她是在2020年2月19日被任命为电影院局局长。 之前是由 Pylyp Illenko 在2014年8月直到2019年8月带领。

## 电视分级制度
以下是本局在2015年最新修订版发布的电视分级制度：
- ДА ：(Дитяча аудиторія): 面向儿童的电影，内容没有暴力或淫秽的情节。
- ЗА ：(Загальна аудиторія): 面向大众的电影。
- 12：适合12岁以上的儿童； 12岁以下的儿童若有家长陪同也可以观赏。
- 16：未达16岁不宜观赏。
- 18：未达18岁不宜观赏。 通常电视在晚上十点，或在电影晚上六点之后才允许播放。
- Відмовлено： 本局未对这些电影进行评分。内容可能不会在乌克兰的任何地方显示，做广告或分发。
  - 如果电影宣传旨在降级乌克兰独立的战争，暴力，残酷和法西斯主义，它们可能会遭到拒绝。许多俄罗斯电影片因为这个原因而被禁止在乌克兰里显示。[8]

### 非现存的分级制度
- 14: 适合14岁以上的儿童； 14岁以下的儿童若有家长陪同也可以观赏。
- X21: 未达21岁不宜观赏, 用于表示色情的影片。

## 批评
本局优先资助所谓的爱国的影片。要合格的影片需要在总影片里超过90%的对话使用乌克兰语或克里米亚鞑靼语，这是为了抵消俄罗斯国家赞助的爱国电影业的主导地位。此外，有些人将本局的评判标准相比于像俄罗斯这类的专制国家中存在的审查制度。